# Epidesma redunda
Epidesma redunda är en fjärilsart som beskrevs av William Schaus 1910. Epidesma redunda ingår i släktet Epidesma och familjen björnspinnare. Inga underarter finns listade i Catalogue of Life.